# Saponcourt
Saponcourt ist eine Gemeinde im französischen Département Haute-Saône in der Region Bourgogne-Franche-Comté.

## Geographie
Saponcourt liegt auf einer Höhe von 285 m über dem Meeresspiegel, elf Kilometer nordöstlich von Jussey und etwa 30 Kilometer nordnordwestlich der Stadt Vesoul (Luftlinie). Das Dorf erstreckt sich im nördlichen Teil des Departements, an einem leicht nach Nordwesten geneigten Hang, am Nordfuß des Mont aux Pies, östlich des Saônetals.
Die Fläche des 4,89 km² großen Gemeindegebiets umfasst einen Abschnitt in der leicht gewellten Landschaft östlich des oberen Saônetals. Der zentrale Teil des Gebietes wird vom Plateau von Saponcourt eingenommen, das durchschnittlich auf 280 m liegt. Es wird überwiegend landwirtschaftlich genutzt. Im Norden und Westen wird es von einem Trockental begrenzt, das topographisch zum Einzugsgebiet des Ruisseau de la Sacquelle gehört. Oberirdische Fließgewässer gibt es keine, weil das Niederschlagswasser im porösen Untergrund versickert. Nach Süden erstreckt sich das Gemeindeareal auf die bewaldete Hochfläche des Mont aux Pies, auf dem mit 348 m die höchste Erhebung von Saponcourt erreicht wird. Die südöstliche Abgrenzung verläuft am Rand des Grand Bois. In geologisch-tektonischer Hinsicht besteht das Gelände zur Hauptsache aus Muschelkalk der mittleren Trias. An verschiedenen Orten treten auch sandig-mergelige und kalkige Sedimente zutage, die während der Lias (Unterjura) abgelagert wurden.
Nachbargemeinden von Saponcourt sind Ormoy im Norden, Polaincourt-et-Clairefontaine im Osten, Saint-Rémy-en-Comté, Contréglise und Venisey im Süden sowie Magny-lès-Jussey im Westen.

## Geschichte
Im Mittelalter gehörte Saponcourt zur Freigrafschaft Burgund und darin zum Gebiet des Bailliage d’Amont. Die lokale Herrschaft hatten die Herren von Jonvelle inne. Durch eine Schenkung kam der Ort 1152 an das Kloster Cherlieu, das hier eine Grangie errichtete. Daneben entwickelte sich um 1540 eine Kolonie von Bauern aus der Picardie. Der Ort, der damals Les Loges hieß, wurde während des Dreißigjährigen Krieges 1637 gebrandschatzt und später unter dem Namen Saponcourt-les-Loges wiederaufgebaut. Zusammen mit der Franche-Comté gelangte das Dorf mit dem Frieden von Nimwegen 1678 definitiv an Frankreich. Seit Ende des 18. Jahrhunderts heißt die Gemeinde Saponcourt. Heute ist Saponcourt Mitglied des Gemeindeverbandes Terres de Saône.

## Sehenswürdigkeiten

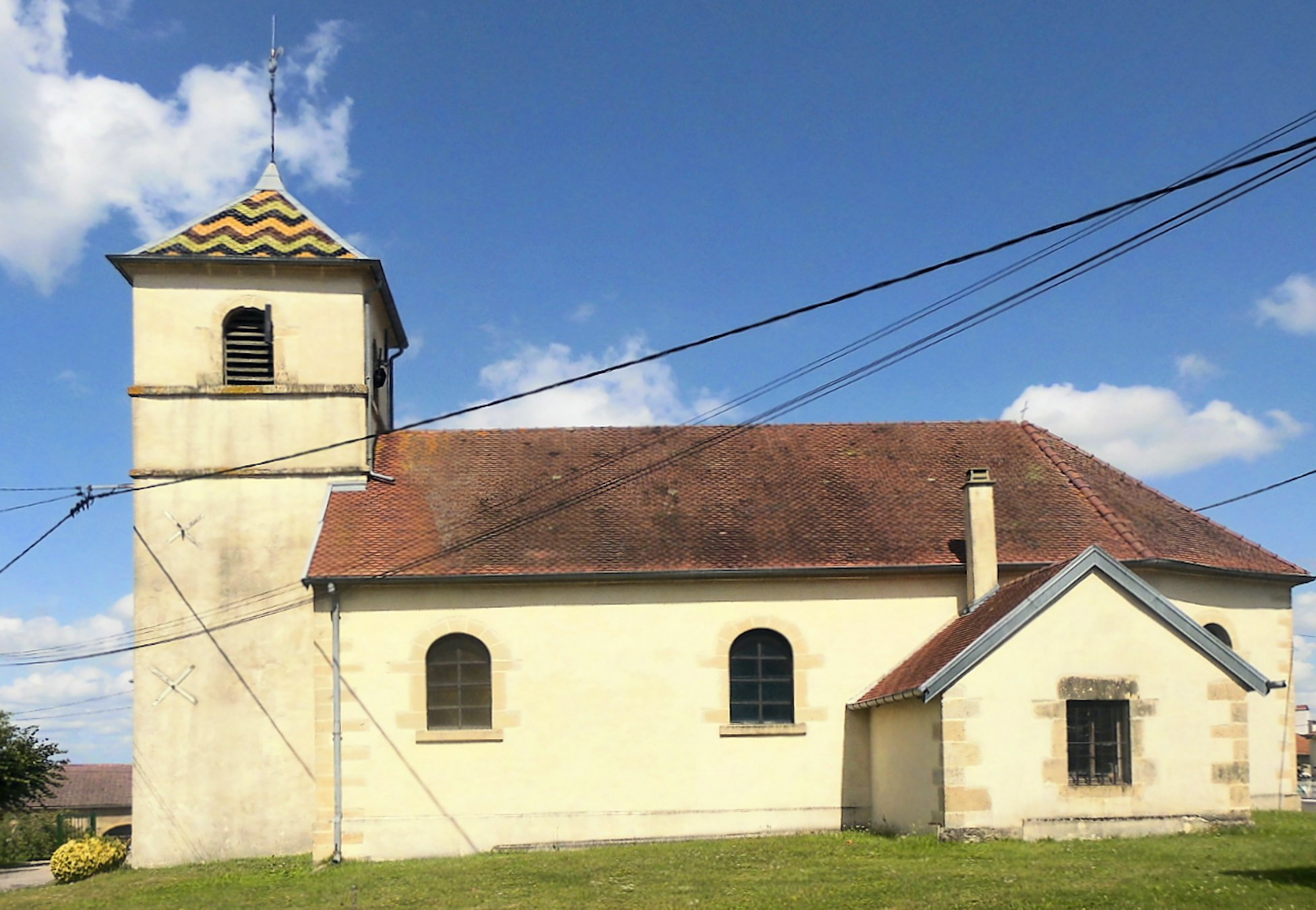
Kirche Sainte-Suzanne

Die Kirche Sainte-Suzanne von Saponcourt wurde im 19. Jahrhundert neu erbaut, wobei der Glockenturm des Vorgängerbaus aus dem 17. Jahrhundert mit einbezogen wurde. Sie besitzt eine bemalte Madonnenstatue aus dem 15. Jahrhundert und Mobiliar aus dem 18./19. Jahrhundert. Aus dem 18. Jahrhundert stammt die Bausubstanz des ehemaligen Konvents.

## Bevölkerung
| Jahr                       | 1962 | 1968 | 1975 | 1982 | 1990 | 1999 | 2006 | 2017 |
| Einwohner                  | 114  | 95   | 82   | 86   | 73   | 70   | 62   | 64   |
| Quellen: Cassini und INSEE |      |      |      |      |      |      |      |      |

Mit 76 Einwohnern (1. Januar 2022) gehört Saponcourt zu den kleinsten Gemeinden des Départements Haute-Saône. Während des gesamten 20. Jahrhunderts nahm die Einwohnerzahl kontinuierlich ab (1881 wurden noch 303 Personen gezählt).

## Wirtschaft und Infrastruktur
Saponcourt ist noch heute ein vorwiegend durch die Landwirtschaft (Ackerbau, Weinbau und Viehzucht) und die Forstwirtschaft geprägtes Dorf. Außerhalb des primären Sektors gibt es nur wenige Arbeitsplätze im Ort. Viele Erwerbstätige sind deshalb Wegpendler, die in den größeren Ortschaften der Umgebung ihrer Arbeit nachgehen.
Der Ort liegt abseits der größeren Durchgangsachsen an einer Departementsstraße, die von Jussey nach Vauvillers führt. Weitere Straßenverbindungen bestehen mit Amance und Corre.